# HD 105382
V863 Centauri
Désignations
HD 105382, également désignée V863 Centauri, est une étoile variable de la constellation australe du Centaure. Elle est visible à l'œil nu avec une magnitude apparente de 4,47. D'après la mesure de sa parallaxe annuelle par le satellite Hipparcos, l'étoile est située à environ ∼ 440 a.l. (∼ 135 pc) de la Terre. Elle s'éloigne du Système solaire à une vitesse radiale d'environ +17 km/s.
HD 105382 est classée comme une géante bleue de type spectral B6III. Elle est 5,7 fois plus massive que le Soleil et son rayon est environ trois fois plus grand que le rayon solaire. Elle est environ 1 000 fois plus lumineuse que le Soleil et sa température de surface est de 17 400 K.
C'est une étoile variable dont la magnitude apparente varie avec une amplitude de 0,012 selon une période de 1,295 jours. Elle a précédemment été classée comme une étoile Be, ce qui expliquerait la variabilité comme des pulsations stellaires, mais cette classification a probablement été donnée à la suite d'une observation accidentelle de l'étoile Be proche δ Centauri. Une étude de 2004 a montré que la période de 1,295 jours correspond en fait à la période de rotation de l'étoile, et que la variabilité est due à une distribution inhomogène d'éléments à sa surface. En particulier, HD 105382 est une étoile chimiquement particulière pauvre en hélium, avec une abondance en hélium qui varie entre 0,5 % et 15 % de l'abondance solaire, et une abondance en silicium qui varie entre 0,00044 % et 0,0069 % de la valeur solaire. Les régions plus riches en hélium semblent coïncider avec les régions plus pauvres en silicium, et vice-versa. Ce modèle particulier d'abondance est probablement lié au fort champ magnétique de l'étoile, qui a une valeur polaire de 2,3 kG.
Les mesures astrométriques du satellite Hipparcos ont permis d'identifier HD 105382 comme une binaire astrométrique probable. Le système est localisé à seulement 267" de δ Centauri. Ces deux systèmes sont à la même distance de la Terre et partagent le même mouvement à travers l'espace, et ils pourraient donc être physiquement liés. Au total, ils pourraient constituer un système stellaire quintuple. HD 105382 est membre du groupe Bas-Centaure-Croix du Sud de l'association Scorpion-Centaure, qui est l'association d'étoiles massives de types O et B la plus proche du Système solaire.